# Potamogeton
Potamogeton L., 1753 è un genere di piante della famiglia delle Potamogetonaceae composto da piante prevalentemente acquatiche.

## Descrizione
La maggior parte delle specie sono perenni e in molte di esse producono dai rizomi, dagli steli o dagli stoloni dei germogli invernali chiamati turioni.
Le foglie sono in genere opposte, tranne che nell'infiorescenza, contraddistinguendo il genere dal vicino Groenlandia che ha sempre foglie opposte o spiralate. Nella maggior parte delle specie le foglie sono sommerse (in tal caso hanno forme sottili), ma nei taxa tipici degli stagni o delle acque lenti, le foglie si sviluppano sulla superficie dell'acqua..
I fiori, generalmente all'apice degli steli, sono raccolti in spighe e composti da 4 segmenti circolari.

## Tassonomia
Il genere comprende circa 90 specie:
- Potamogeton acutifolius Link
- Potamogeton alpinus Balb.
- Potamogeton amplifolius Tuck.
- Potamogeton antaicus Hagstr.
- Potamogeton australiensis A.Benn.
- Potamogeton berchtoldii Fieber
- Potamogeton bicupulatus Fernald
- Potamogeton biformis Hagstr.
- Potamogeton chamissoi A.Benn.
- Potamogeton cheesemanii A.Benn.
- Potamogeton chongyangensis W.X.Wang
- Potamogeton coloratus Hornem.
- Potamogeton compressus L.
- Potamogeton confervoides Rchb.
- Potamogeton crispus L.
- Potamogeton cristatus Regel & Maack
- Potamogeton delavayi A.Benn.
- Potamogeton dentatus Hagstr.
- Potamogeton distinctus A.Benn.
- Potamogeton diversifolius Raf.
- Potamogeton drummondii Benth.
- Potamogeton epihydrus Raf.
- Potamogeton ferrugineus Hagstr.
- Potamogeton floridanus Small
- Potamogeton foliosus Raf.
- Potamogeton fontigenus Y.H.Guo, X.Z.Sun & H.Q.Wang
- Potamogeton friesii Rupr.
- Potamogeton fryeri A.Benn.
- Potamogeton gayi A.Benn.
- Potamogeton gramineus L.
- Potamogeton groenlandicus Hagstr.
- Potamogeton heterocaulis Z.S.Diao
- Potamogeton hillii Morong
- Potamogeton hoggarensis Dandy
- Potamogeton illinoensis Morong
- Potamogeton kashiensis Z.S.Diao
- Potamogeton lacunatifolius Papch.
- Potamogeton linguatus Hagstr.
- Potamogeton lucens L.
- Potamogeton maackianus A.Benn.
- Potamogeton mandschuriensis  A.Benn.
- Potamogeton marianensis Cham. & Schltdl.
- Potamogeton montevidensis A.Benn.
- Potamogeton montezumawellensis Ricketson, G.M.Ricketson & Greenawalt
- Potamogeton natans L.
- Potamogeton nodosus Poir.
- Potamogeton oakesianus J.W.Robbins
- Potamogeton obtusifolius Mert. & W.D.J.Koch
- Potamogeton ochreatus Raoul
- Potamogeton octandrus Poir.
- Potamogeton oxyphyllus Miq.
- Potamogeton papuanicus G.Wiegleb
- Potamogeton paramoanus R.R.Haynes & Holm-Niels.
- Potamogeton parmatus Hagstr.
- Potamogeton perfoliatus L.
- Potamogeton polygonifolius Pourr.
- Potamogeton polygonus Cham.
- Potamogeton praelongus Wulfen
- Potamogeton pulcher Tuck.
- Potamogeton pusillus L.
- Potamogeton quinquenervius Hagstr.
- Potamogeton richardii Solms
- Potamogeton richardsonii (A.Benn.) Rydb.
- Potamogeton robbinsii Oakes
- Potamogeton rutilus Wolfg.
- Potamogeton sarmaticus Mäemets
- Potamogeton schweinfurthii A.Benn.
- Potamogeton sclerocarpus K.Schum.
- Potamogeton sibiricus A.Benn.
- Potamogeton skvortsovii Klinkova
- Potamogeton solomonensis G.Wiegleb
- Potamogeton spirilliformis Hagstr.
- Potamogeton spirillus Tuck.
- Potamogeton stenostachys K.Schum.
- Potamogeton strictifolius A.Benn.
- Potamogeton suboblongus Hagstr.
- Potamogeton sulcatus A.Benn.
- Potamogeton sumatranus Miq.
- Potamogeton tennesseensis Fernald
- Potamogeton tepperi A.Benn.
- Potamogeton tricarinatus F.Muell. & A.Benn.
- Potamogeton trichoides Cham. & Schltdl.
- Potamogeton tubulatus Hagstr.
- Potamogeton ulei K.Schum.
- Potamogeton uruguayensis A.Benn. & Graebn.
- Potamogeton vaseyi J.W.Robbins
- Potamogeton wrightii Morong
- Potamogeton zosteriformis Fernald

## Galleria d'immagini

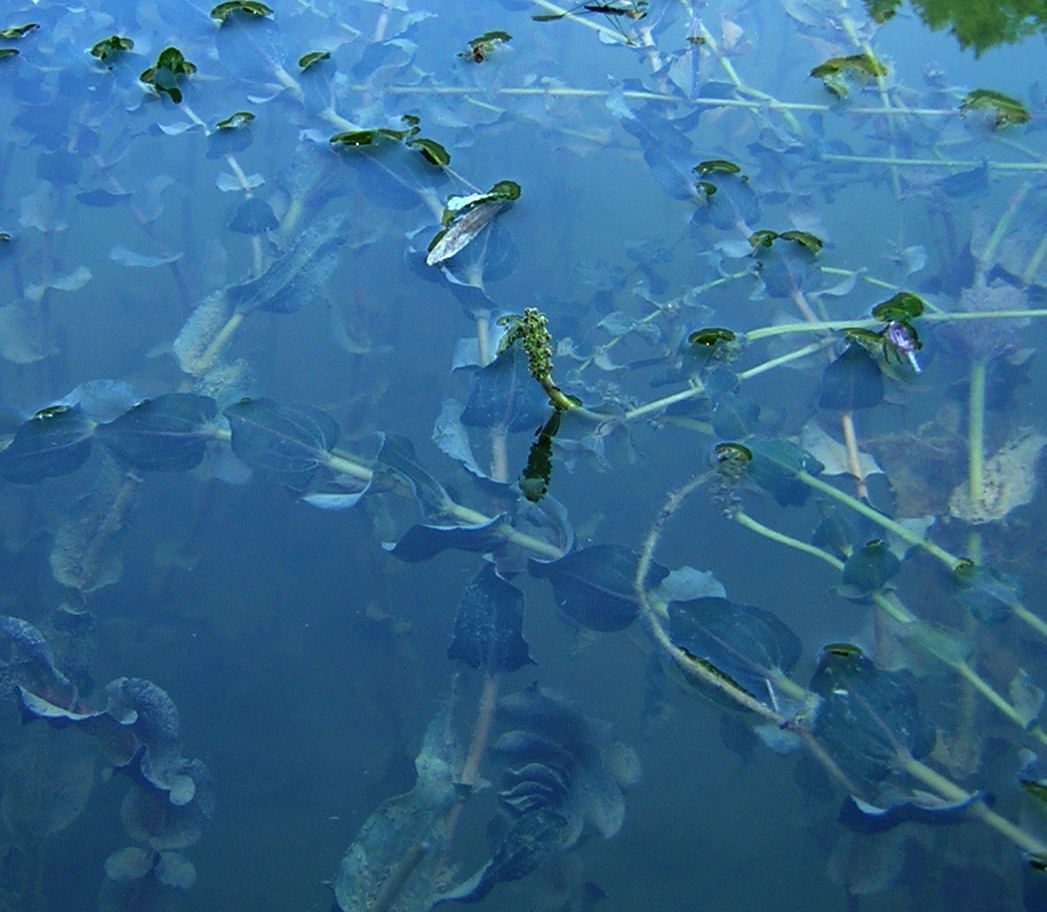
Potamogeton perfoliatus
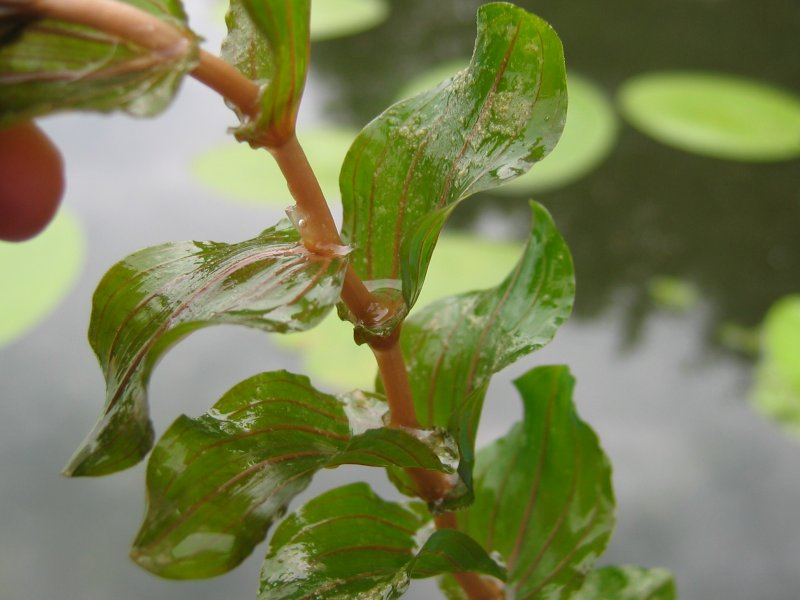
Potamogeton perfoliatus (foglie)
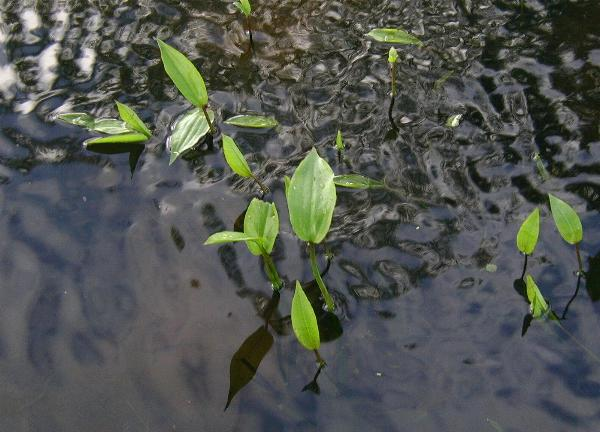
Potamogeton polygonifolius, aspetto.
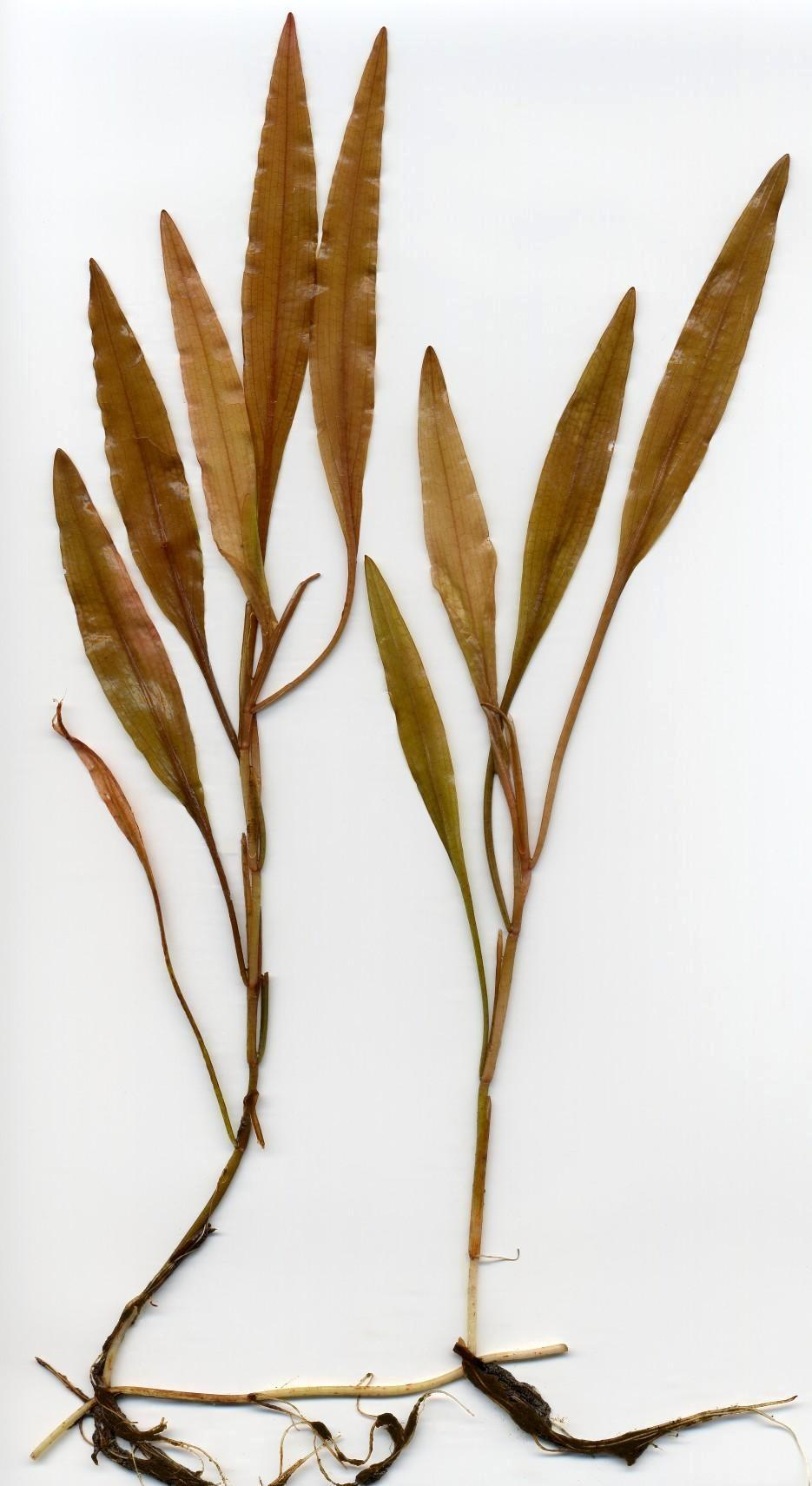
Potamogeton polygonifolius (foglie sommerse)
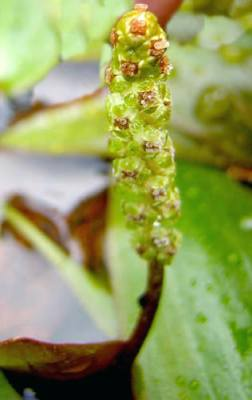
Potamogeton polygonifolus (fiori)
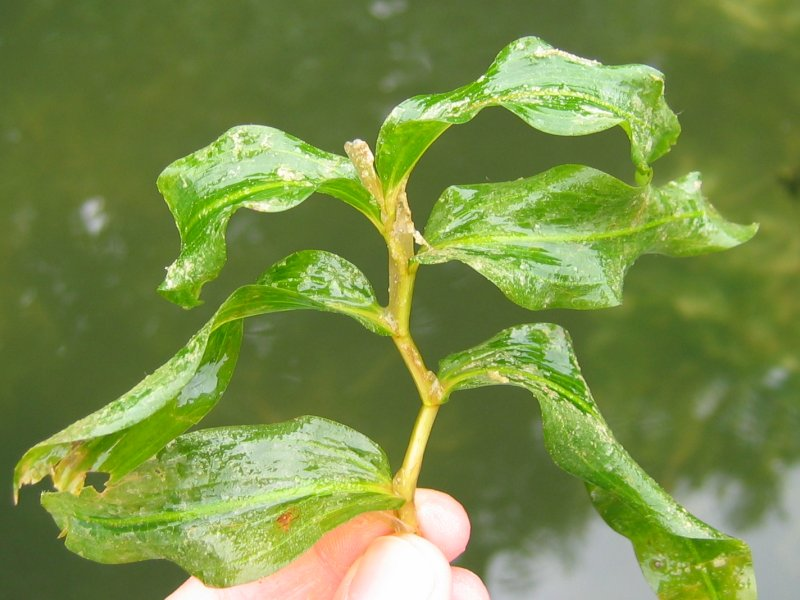
Potamogeton praelongus (foglie)
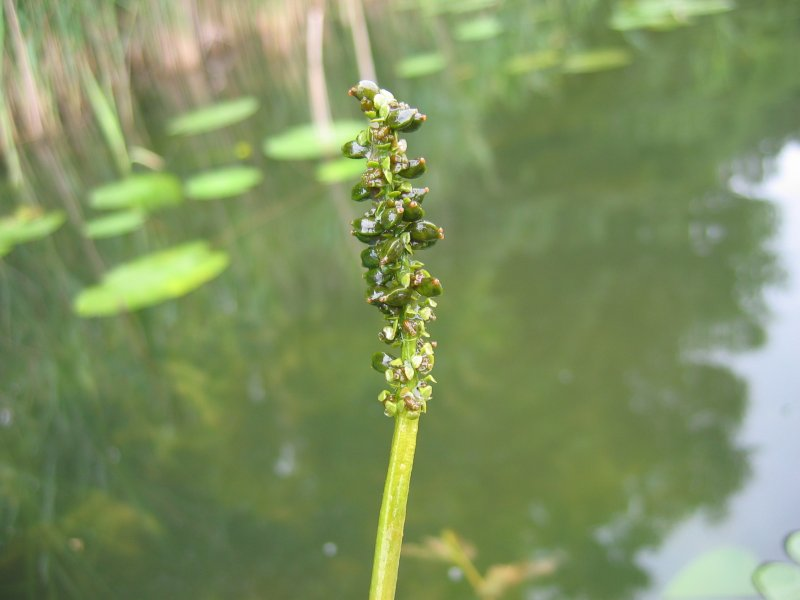
Potamogeton praelongus (fiore)
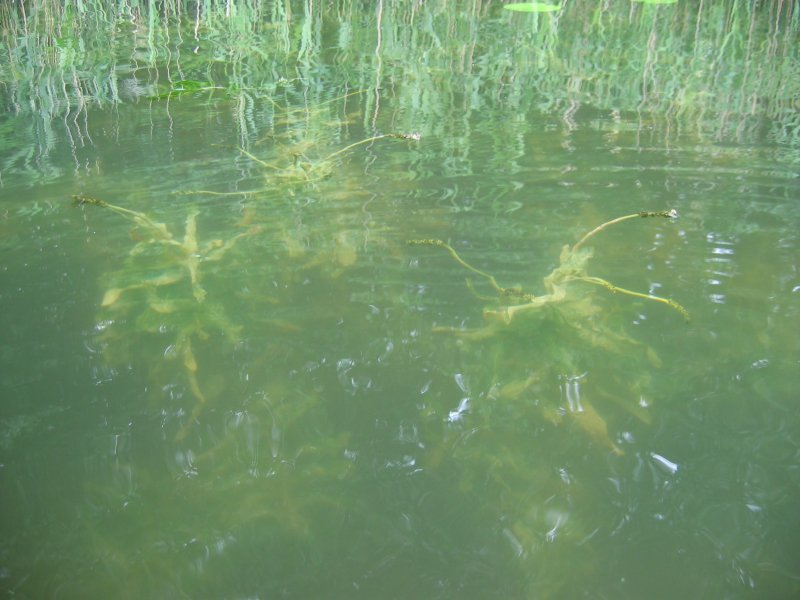
Potamogeton praelongus (habitat)